# 박란주
박란주(1988년 3월 18일~)은 대한민국의 뮤지컬 배우이다.
- 박란주의 원래 꿈은 사실 가수였다. 노래 부르는 것을 좋아해 우연찮게 국악예고를 가게 됐다. 그 때 처음으로 연기를 접했고 17세에 처음 연기를 하게 됐다. 이후 학교 내에서 뮤지컬을 하게 되면서 자연스럽게 대학도 동국대학교 연극학과에 진학하게 됐다. 대학 입학 후인 2007년, 1학년 1학기를 갓 마친 스무살 박란주는 뮤지컬 '오 당신이 잠든 사이' 오디션에 덜컥 합격했다. 그녀의 끼가 일찌감치 발굴된 셈이다.

- 데뷔한지 10년이 넘었지만 동안페이스와 큐티뽕짝한 귀여움으로 계속해서 현재까지 학생역을 맡은 초절정 동안 배우로 유명하다.

- 꾀꼬리같은 목소리로 팬들의 마음을 사로잡았으며, 뮤지컬 <사춘기>와 뮤지컬 <아랑가>에서 오열(?)하는 배우님의 모습을 본 팬들은 맴찢(?)이였다고 한다.

- 블로그와 인스타로 계속 소식을 전해줬으며 최근에는 팬들과 소통하기 위한 인스타 계정을 새로 만들었다.

블로그: 
인스타: 
인터뷰: http://m.mydaily.co.kr/new/read.php?newsid=201403141353574424%5B깨진+링크(과거+내용+찾기)%5D
- 최근 배우님 생일날 란주콘이라는 개인 콘서트를 열었다. 팬들은 아주 멋진 콘서트였다고 극찬을 했다.

- 5월 8일 란주 배우님 인스타에 이 글을 읽고 고맙다며 인증샷을 올렸다.

- 2020년 2번째 란주콘을 한다고 한다. 2019년에는 월요일날 콘서트를 했는데 이번에는 토요일(21일)에 한다고 했으며 블로그 예매도 1인 1매로 변경할 거라고 한다. 작년 콘서트때 모든게 다 무료라 미안해하는 팬분들이 너무 많아 이번엔 자발적 모금함을 열어 그 돈들을 기부하신다고 한다. (천사가 아니신지..?)

출연 작품
- 2007년 뮤지컬 <오! 당신이 잠든 사이> 최민희 역
- 2008년 뮤지컬 <지붕 위의 바이올린>
- 2009년 뮤지컬 <스프링 어웨이크닝>- 안나 역
- 2010년 뮤지컬 <오! 당신이 잠든 사이>- 최민희 역
- 2011년 연극 <극적인 하룻 밤 -대구>- 정시후 역
- 2013년 뮤지컬 <번지점프를 하다>- 혜주 역
- 2014년 뮤지컬 <김종욱 찾기>- 그 여자 역
- 2014년 뮤지컬 <사춘기>- 수희 역
- 2015년 뮤지컬 <무한동력>- 한수자 역
- 2016년 연극 <올모스트 메인>- Ginette, Sandrine, Hope 역
- 2016년 뮤지컬 <안녕! 유에프오>- 선아 역
- 2017년 뮤지컬 <청춘, 18대 1>- 나츠카 역
- 2017년 뮤지컬 <판>- 이덕 역
- 2017년 뮤지컬 <찌질의 역사>- 최희선, 오연정, 유라 역
- 2018년 뮤지컬 <카라마조프>- 카챠 역
- 2018년 뮤지컬 <무한동력>- 한수자 역
- 2018년 뮤지컬 <판>- 이덕 역
- 2018년 뮤지컬 <폴>- 루시 역
- 2019년 뮤지컬 <아랑가>- 아랑 역
- 2019년 음악극 <섬>
- 2019년 연극 <찬란하지 않아도 괜찮아>- 찬란 역
- 2020년 뮤지컬 <폴>- 루시 역
- 2020년 연극 <무모할지라도 안티고네>
- 2020년 뮤지컬 <블러디 사일런스 : 류진 더 뱀파이어 헌터> 장류진 역
- 2021년 뮤지컬 <포미니츠> 한나 역
- 2021년 뮤지컬 <무인도 탈출기> 수아 역

'이제 두려워하지마, 내가 항상 옆에 있어줄게 '
-뮤지컬 폴 루시-